# Lisa Nicole Carson
Lisa Nicole Carson (New York, 12 luglio 1969) è un'attrice statunitense.

## Filmografia

### Cinema
- Let's Get Bizzee, regia di Carl Clay (1993)
- Amicizie pericolose (Jason's Lyric), regia di Doug McHenry (1994)
- Il diavolo in blu (Devil in a Blue Dress), regia di Carl Franklin (1995)
- White Lies, regia di Ken Selden (1997)
- Love Jones, regia di Theodore Witcher (1997)
- La baia di Eva (Eve's Bayou), regia di Kasi Lemmons (1997)
- Life, regia di Ted Demme (1999)

### Televisione
- Law & Order - I due volti della giustizia (Law & Order) - serie TV, un episodio (1991)
- The Apollo Comedy Hour - serie TV (1992-1993)
- Divas, regia di Thomas Carter - film TV (1995)
- Aftershock - Terremoto a New York (Aftershock: Earthquake in New York), regia di Mikael Salomon - film TV (1999)
- E.R. - Medici in prima linea (ER) - serie TV, 29 episodi (1996-2001)
- Ally McBeal - serie TV, 91 episodi (1997-2002)
- The New Edition Story - miniserie TV, 2 episodi (2017)

## Doppiatrici italiane
Nelle versioni in italiano delle opere in cui ha recitato, Lisa Nicole Carson è stata doppiata da:
- Angiola Baggi in E.R. - Medici in prima linea
- Aurora Cancian in E.R. - Medici in prima linea (ep. 7x21)
- Flavia Fantozzi in Ally McBeal